# Labaroche
Labaroche es una localidad y comuna francesa, situada en el departamento de Alto Rin en la región de Alsacia.

## Demografía
| 1103 | 1157 | 1204 | 1483 | 1676 | 1985 |
| Para los censos de 1962 a 1999 la población legal corresponde a la población sin duplicidades (Fuente: INSEE [Consultar]) |      |      |      |      |      |

## Patrimonio y cultura

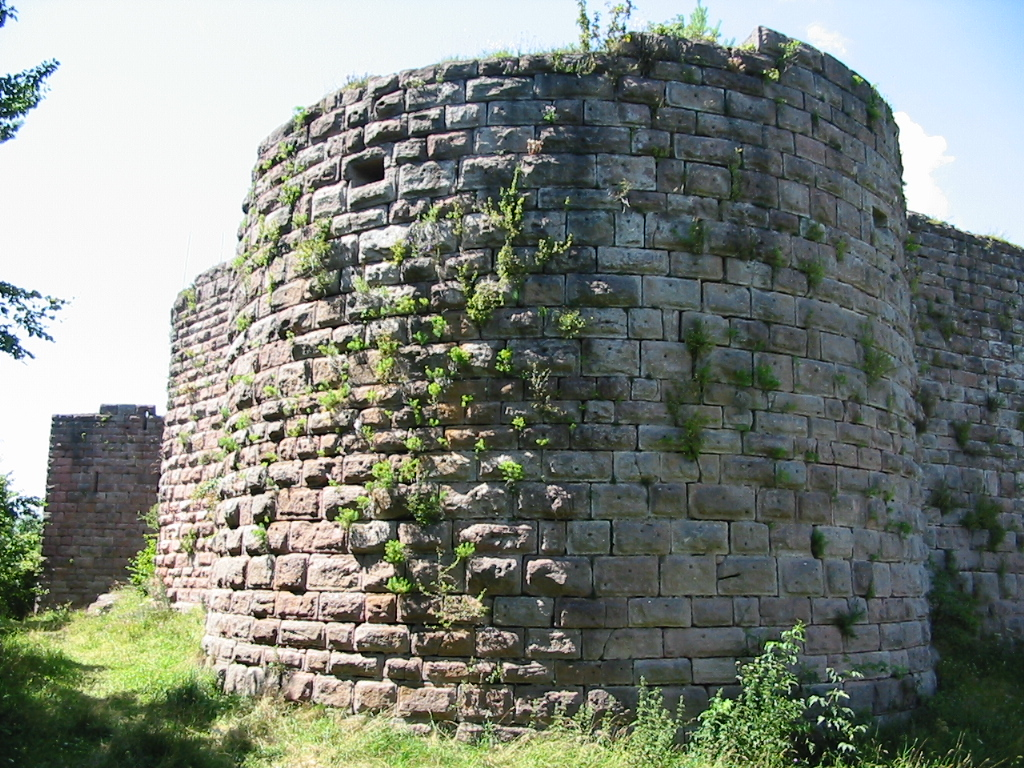
Castillo de Hohnack.

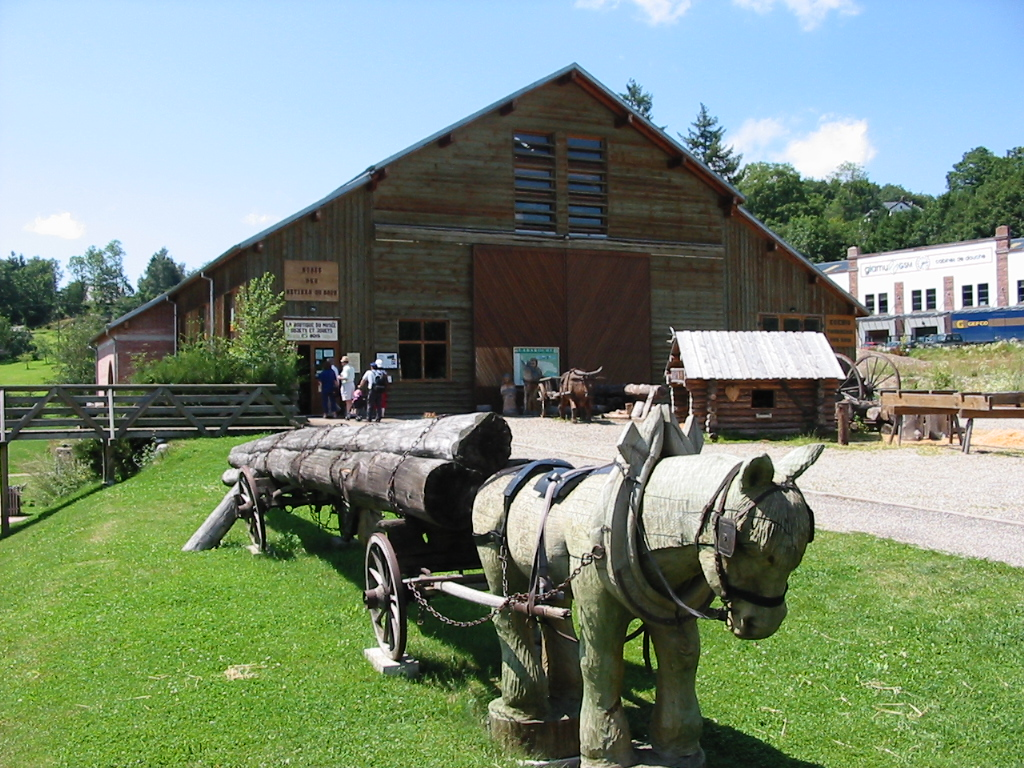
El Museo de las profesiones de la madera.

- Vestigios del castillo feudal de Petit Hohnack, derruido en 1655
- Iglesia de Saint-Michel de 1787
- Iglesia de Saint-Joseph de 1955
- Museo de la madera